# Престон (город, Миннесота)
Престон (англ. Preston) — город в округе Филмор, штат Миннесота, США. На площади 6,1 км² (6,1 км² — суша, водоёмов нет), согласно переписи 2002 года, проживают 1426 человек. Плотность населения составляет 234,1 чел./км².
- Телефонный код города — 507
- Почтовый индекс — 55965
- FIPS-код города — 27-52450[1]
- GNIS-идентификатор — 0649730[2]